# Nikon D70
Pour les articles homonymes, voir D70.
Aucun D70s
D80

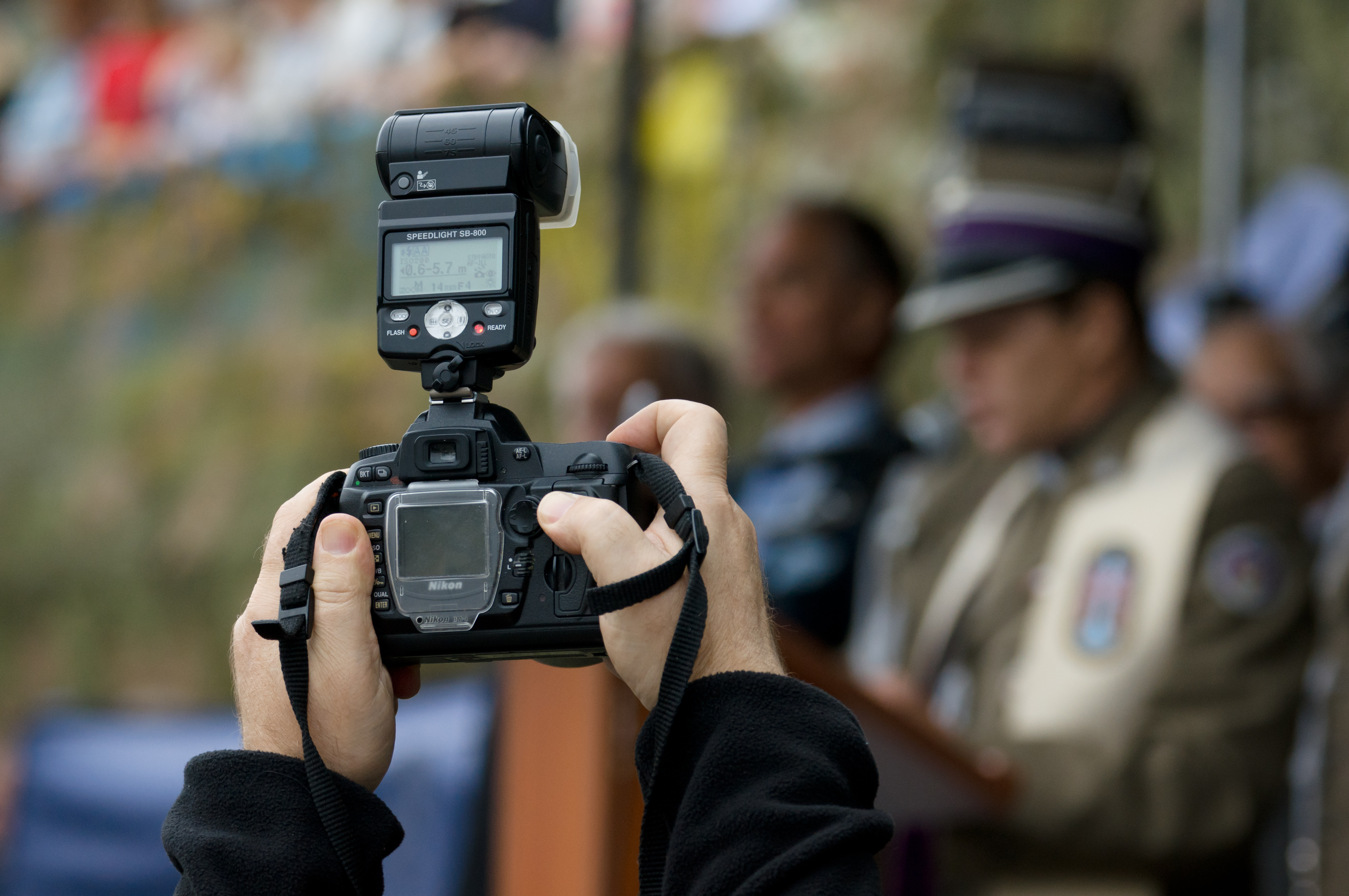
Un Nikon D70 équipé d'un flash SB-800 en action.

Le Nikon D70 est un appareil photographique reflex numérique fabriqué par Nikon. Sorti en 2004, il est l'héritier du Nikon D100 et a eu pour successeur le Nikon D70s puis le Nikon D80. Il a eu pour concurrents le Canon EOS 300D et le Canon EOS 350D.

## Présentation générale
Le D70 reprend une partie des caractéristiques du D100 :
- un capteur CCD de 3 008 x 2 000 pixels effectifs ;
- une plage de sensibilité de 200 à 1 600 ISO par incrément de ⅓ IL ;
- trois modes d'exposition : mesure matricielle, mesure pondérée centrale et mesure spot ;
- le module autofocus Multi-CAM 900 ;
- une vitesse de prise de vue en rafale de trois vues par seconde.

L'amélioration la plus importante est le passage d'un posemètre matriciel 3D avec dix segments à une mesure de la lumière par capteur RVB à 1 005 photosites, issue des modèles professionnels de Nikon. Le D70 possède également une vitesse d'obturation plus élevée, allant jusqu'au 1/8 000e s. Il reprend le « Creative Lighting System » du reflex professionnel Nikon D2H ; le flash intégré (NG = 15 à 200 ISO) permet, en mode i-TTL, de piloter des flashs déportés.
Son orientation « grand public » se concrétise par la présence, en sus des classiques modes P (automatique multi-programmé), S (automatique à priorité vitesse), A (automatique à priorité exposition) et M (manuel) de vari-programmes : automatique, portrait, paysage, gros plan, sport, paysage de nuit et portrait de nuit. Par ailleurs, le D70 ne gère pas le format TIFF, mais seulement le JPEG (qualités Fine, Normal et Basic) et le NEF (format RAW de Nikon). Les fichiers RAW produits ne sont pas véritablement bruts de capteur, le D70 effectuant automatiquement un filtrage avant enregistrement afin d'éliminer une partie du bruit thermique. Cette caractéristique rend le D70 peu approprié à la photographie astronomique.

## Objectifs
Le capteur du D70 présente une surface utile de 15,6 x 23,7 mm, soit un coefficient de conversion de 1,5 par rapport au format 24 x 36. Le boîtier est principalement destiné à utiliser les objectifs de la gamme DX, notamment le zoom transtandard Nikkor AF-S 18-70mm f3,5-4,5G, avec lequel il est vendu sous forme de kit.
Le D70 est mécaniquement compatible avec tous les objectifs à baïonnette F (ce qui exclut la gamme IX-Nikkor), dans certains cas au prix de la perte d'automatismes (mise au point et/ou exposition). Il est incompatible avec un certain nombre d'accessoires et d'objectifs, parmi lesquels les objectifs non-AI, l'objectif à décentrement PC 35 mm f/3,5 (ancien modèle) et certains PC 28 mm f/4, les objectifs fisheye 6 mm f/5,6, 8 mm f/8 et OP10 mm f/5,6, etc.

## Nikon D70s
Le Nikon D70s est une évolution mineure du D70. Lancé le 20 avril 2005, il apporte seulement quelques modifications afin de pallier les faiblesses de son prédécesseur :
- Écran LCD arrière plus grand (51 mm, 2" au lieu de 48 mm, 1,8").
- La couverture du flash intégré passe de 20 mm à 18 mm.
- La capacité de la batterie augmente de 1400 à 1500 mAh (batterie EN-EL3a).
- Ajout d'une prise pour télécommande filaire.
- Logiciel interne modifié pour optimiser l'autofocus, le piqué et le bruit des images.